# Arminije
 Ovo je glavno značenje pojma Arminije. Za teologa reformatora i osnivača Remonstranta pogledajte Jakob Arminije.
Arminije (lat. Arminius, oko 17/16. pr. Kr. – 21. godine, ubijen) heruski knez i vođa germanskog plemena Heruska.
Arminije (poznat u Njemačkoj kao Hermann Heruski, iako mu je ime bilo Armin, Martin Luther ga je nazvao Hermann (ratnik) želeći da na taj način označi otpor rimskoj vlasti) je bio sin Segimera, vojnog zapovjednika germanskog plemena Heruska. Kao mladić služio je u rimskoj legiji, boreći se, najvjerojatnije protiv barbarskih plemena na Balkanu. Kasnije je bio na čelu jedne pomoćne postrojbe Heruska gdje je i stekao i rimsko građansko pravo. Kasnije se vratio u provinciju Germaniju i služio pod rimskim prokonzulom Varom.
Kada su Varove reforme koje su podrivale autoritet germanskih kneževa, uzrokovale nezadovoljstvo germanskih kneževa, Arminije se stavlja na čelo antirimskog pokreta provincije Germanije. 
U jesen 9. godine, iskoristivši Varovo povjerenje, navlači tri rimske legije s oko 30 tisuća vojnika na čelu s Varom u zasjedu u Teutoburškoj šumi i potpuno ih uništava.
Arminije ratuje i s Germanikom, koji nastupa 15. i 16. godine i doživljava poraz na rijeci Weser, kod Idizijaviza. Germanik uništava germanska naselja i zarobljava Arminijevu ženu Tusneldu. Bilo kako bilo, Germanik, iako je oslabio Arminija ne uspijeva zavladati provincijom Germanijom i povlači se na granice na rijeci Rajni.
Od 17. godine Arminije ulazi u savez s markomanskim kraljem Marbodom s ciljem održavanja stečenog stanja. Međutim, zbog međusobnih sukoba, njih dvojica ne uspijevaju da protjeraju Rimljane i oslobode Germaniju.
Arminije je poginuo kao žrtva zavjere svoje obitelji, najvjerojatnije punca Segesta, koji ga je optužio da je pokušao postati kraljem svih Germana. 
U 19. stoljeću, s buđenjem nacionalnog osjećanja među europskim narodima i tijekom ranog razdoblja drugog njemačkog carstva 1875. godine a povodom njemačke pobjede nad Francuskom u ratu 1870. – 1871. godine, podignut mu je spomenik "Hermannsdenkmal" na brdu u blizini Detmolda, koji predstavlja i danas veliku turističku znamenitost ovog kraja. 